# Neopalpa donaldtrumpi
Neopalpa donaldtrumpi és una espècie de lepidòpter ditrisi de la família dels gelèquids (Gelechiidae) que es troba al sud de Califòrnia i el nord de Mèxic. Va ser descrita per primera vegada pel científic canadenc Vazrick Nazari el gener de 2017, que en va escollir el nom a causa de la similitud entre la part superior del cap de l'arna i el cabell del president dels Estats Units Donald Trump.

## Descobriment
El gènere Neopalpa, incloent l'espècie Neopalpa neonata, va ser descrita per primera vegada el 1998 per Dalibor Povolný. Gairebé dues dècades després, Vazrick Nazari va revisar el material, incloent diverses mostres que havien estat recollides des de la primera descripció del gènere i va descobrir que alguns dels espècimens en realitat formaven part d'una nova espècie separada, que va anomenar Neopalpa donaldtrumpi a causa del color blanc-groguenc de les escates de la part superior del seu cap, que li van recordar el pentinat de Donald Trump. També esperava que el nom podria donar més publicitat a aquestes criatures petites i poc freqüents, sovint subestimades.

## Descripció
El cos de l'arna fa entre 7 i 11 mm de longitud i l'extensió de les seves ales anteriors és d'entre 6 i 9,2 mm. La superfície superior de les ales anteriors mostra una regió costal de color marró fosc amb lleugeres taques disperses, la regió dorsal i la cara discal són de color groc ataronjat a beix pàl·lid, el marge sinuós té dos o tres ondulacions. La zona apical i les franges són de color marró fosc amb clapes difuses de color més clar. Les ales posteriors són de color beix pàl·lid, sense marques i amb la franja lleugerament més fosca. La seva antena és aproximadament 2/3 de la seva envergadura i el seu cap està cobert amb escates de color blanc groguenc, que van inspirar el nom de l'arna. A més de les escates de cap, la diferència més notòria entre N. donaldtrumpi i les altres espècies del gènere, N. neonata, és l'estructura dels genitals masculins i femenins, en particular els òrgans genitals masculins menors de N. donaldtrumpi. També es poden diferenciar a través de l'ADN.